# Valtimo
Valtimo est une ancienne municipalité de la province de Finlande orientale et de la région de Carélie du Nord.

## Géographie
Au 1er janvier 2020 Valtimo a été rattachée à Nurmes.
La commune occupait la pointe nord de la région de Carélie du Nord, et marquait historiquement la frontière nord de l'ancienne province de Carélie. Elle est traversée par la ride de Maanselkä, ligne de partage des eaux entre la Vuoksi et la rivière d'Oulu. Elle est parmi les plus vallonnées de la région, ressemblant déjà au Kainuu voisin.
Le village est traversé par la nationale 6 entre Joensuu et Kajaani.
Valtimo était bordée par les municipalités de Nurmes au sud-est, Sotkamo au nord (Kainuu) et Rautavaara au sud-ouest (Savonie du Nord).

## Démographie
Depuis 1980, la démographie de Valtimo a évolué comme suit,,:
| Année      | 1980  | 1985  | 1990  | 1995  | 2000  | 2005  | 2010  | 2016  |
| ---------- | ----- | ----- | ----- | ----- | ----- | ----- | ----- | ----- |
| population | 4 019 | 3 880 | 3 637 | 3 370 | 3 002 | 2 671 | 2 458 | 2 264 |

## Histoire
Cette région a été parcourue par Elias Lönnrot, et c'est dans ces forêts de l'est qu'il a recueilli la matière nécessaire à la rédaction du Kalevala.
La commune résulte d'une scission de Nurmes en 1910. Sa principale ressource depuis lors et jusqu'à aujourd'hui réside dans l'exploitation de la forêt. La commune a connu son âge d'or juste après la Guerre de Continuation, elle a en effet accueilli 1 100 réfugiés de la Carélie cédée à l'URSS, attirés pas la similitude du paysage et du dialecte avec leur région natale.
Valtimo traîne une réputation de commune arriérée. En effet, c'est une des dernières (avec notamment Ilomantsi) à avoir été reliée à l'électricité, le taux de 50 % des foyers équipés n'a été atteint qu'en 1961, et le même taux pour l'accès à l'eau courante au milieu des années 1970.
Depuis 15 ans, c'est une des communes qui connaît la plus forte décroissance de sa population en Finlande, le taux annuel avoisinant en moyenne les 2,5 % de baisse.

## Galerie

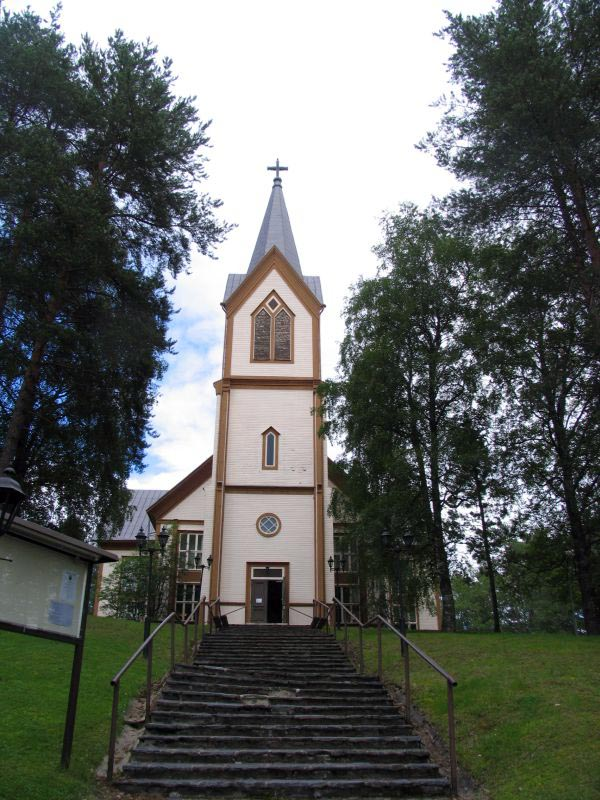
Église luthérienne de Valtimo
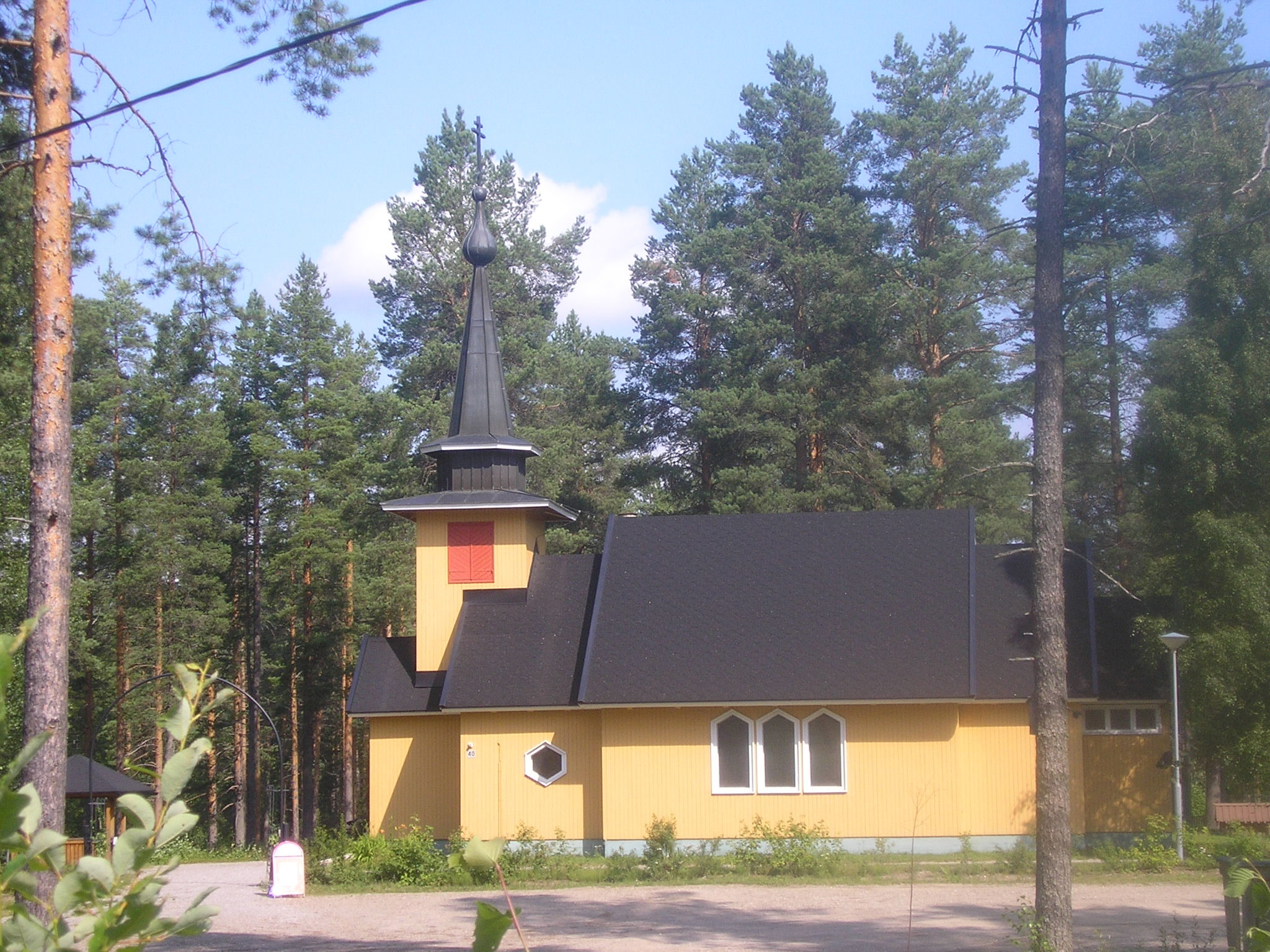
Église orthodoxe de Valtimo.
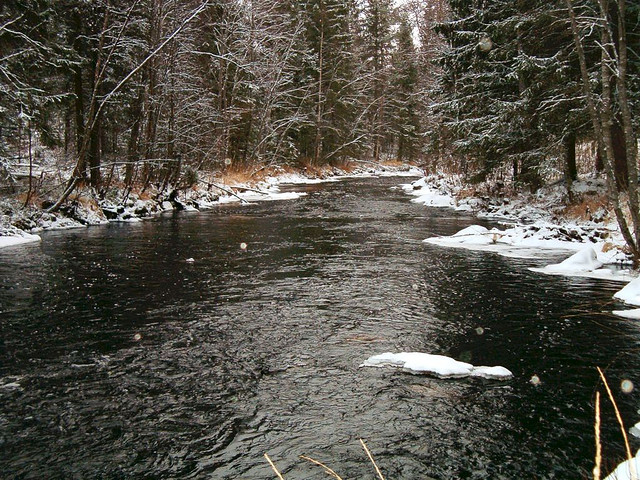
La rivière Sivakkajoki